# ウィリアム・ステュアート (第2代マウントジョイ子爵)
第2代マウントジョイ子爵ウィリアム・ステュアート（英語: William Stewart, 2nd Viscount Mountjoy PC (Ire)、1675年 – 1728年1月10日）は、アイルランド貴族。

## 生涯
サー・ウィリアム・ステュアート（後の初代マウントジョイ子爵）とメアリー・クート（Mary Coote、初代クート男爵リチャード・クートの娘）の息子として生まれた。1692年8月24日に父が死去すると、マウントジョイ子爵の爵位を継承した。
父と同じく従軍し、1694年に歩兵連隊の隊長に任命されたが、その連隊は1698年4月3日に解散され、マウントジョイ子爵は同年5月10日に年金を与えられた。1695年8月27日にアイルランド貴族院議員に就任した。
1702年、アン女王の即位とともに再び歩兵連隊の隊長に任命され、1708年に少将に、1710年に中将に昇進したが、マウントジョイ子爵率いる歩兵連隊は1713年に解散された。
1710年5月にアイルランド枢密院の枢密顧問官に任命され、1714年10月9日に再任された。1715年1月5日、アイルランド兵站部総監に任命された。その後、竜騎兵連隊の隊長に任命された。
1728年1月10日にロンドンで死去、息子ウィリアムが爵位を継承した。

## 家族
1696年11月23日、初代ブレッシントン子爵マーロー・ボイルの娘アン（1741年10月27日没）と結婚、5男4女を儲けたが、1男1女を除いて夭折した。
- ウィリアム（1709年 – 1769年） - 第3代マウントジョイ子爵、後に初代ブレッシントン伯爵に叙爵
- メアリー - 1724年11月、第2代ティローリー男爵ジェームズ・オハラと結婚